# George Irving

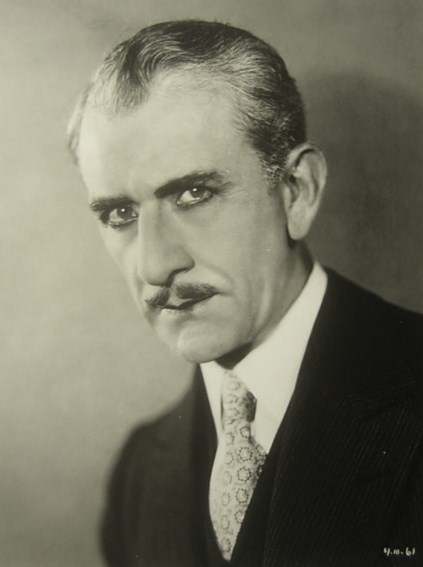
George Irving

George S. Irving, Künstlername von George Henry Irving (* 5. Oktober 1874 in New York; † 11. September 1961 in Hollywood, Kalifornien), war ein US-amerikanischer Schauspieler und Stummfilmregisseur.

## Leben und Karriere
George Irving begann seine Schauspielkarriere am Theater. Er gab sein Debüt am Broadway 1899 in dem Stück The Only Way. In den nächsten Jahren spielte er am Broadway in rund einem Dutzend Stücken elf Stücken, meistens in Nebenrollen. Er heiratete während dieser Zeit Katherine Gilman, welcher er während der Arbeit am Stück Just Out of College kennenlernte, in welchem Gilman die Hauptrolle spielte. Mit Gilman hatte er zwei Töchter namens Katherine und Dorothy, Katherine wurde ebenfalls Schauspielerin. Im Jahre 1914 kam Irving zur Filmindustrie nach Hollywood. Irving arbeitete zunächst hauptsächlich als Regisseur arbeitete und spielte nur gelegentlich in Filmen mit. Im Jahre 1924 gab er jedoch seine Karriere als Regisseur nach rund 35 Filmen auf, fortan arbeitete er ausschließlich als Charakterdarsteller. Der grauhaarige, 1,83 m große Schauspieler wurde vor allem als respekteinflößende Autoritätsfigur besetzt. Häufig verkörperte Irving hochrangige Politiker oder Militärs, Anwälte und Richter, Firmenbosse oder Ärzte.
Nach dem Beginn des Tonfilmes Ende der 1920er-Jahre wurden Irvings Rollen zunehmend kleiner, sodass viele seiner Auftritte in den Filmcredits unerwähnt blieben. Zu Irvings bekannteren Filmauftritten zählen Coquette mit Mary Pickford und Die Frau für alle mit Norma Shearer; außerdem die Komödie Leoparden küßt man nicht, wo er in seiner heute vielleicht bekanntesten Rolle Katharine Hepburns Anwalt Mr. Peabody verkörperte. Sein letzter von über 250 Filmen war die Komödie Fräulein Wildfang aus dem Jahre 1948. In den 1950er-Jahren hatte er noch zwei Gastrollen im Fernsehen, ehe er sich ganz von der Schauspielerei zurückzog. George Irving starb 1961 im Alter von 86 Jahren an einem Herzinfarkt. Er wurde in einer unmarkierten Grabstätte im Forest Lawn Memorial Park in Glendale, Kalifornien begraben.

## Filmografie (Auswahl)

### Als Regisseur (Auswahl)
- 1914: The Jungle
- 1916: What Happened at 22
- 1917: Raffles, the Amateur Cracksman
- 1918: To Hell with the Kaiser!
- 1921: Just Outside the Door
- 1921: The Wakefield Case
- 1923: Lost in a Big City
- 1924: Floodgates

### Als Schauspieler (Auswahl)
- 1914: Paid in Full
- 1924: Wanderer of the Wasteland
- 1924: Die mit Seelen Handel treiben (For Sale)
- 1925: Herren der Lüfte (The Air Mail)
- 1925: Im Tale der wilden Pferde (Wild Horse Mesa)
- 1926: Drei rauhe Gesellen (3 Bad Men)
- 1926: Der Schrecken der Steinwüste (Desert Gold)
- 1926: Sazarac, der Piratenkapitän (The Eagle of the Sea)
- 1927: Wings (Wings)
- 1927: Die Piraten vom Jang-Tse-Kiang (Shanghai Bound)
- 1927: 1000 PS (Man Power)
- 1928: Craig’s Wife
- 1928: Das gottlose Mädchen (The Godless Girl)
- 1928: Die Docks von New York (The Docks of New York)
- 1929: Coquette
- 1929: Sie nannten ihn Thunderbolt (Thunderbolt)
- 1929: Artisten (The Dance of Life)
- 1929: Flieger (Flight)
- 1929: Illusion (The Last Performance)
- 1930: Die Frau für alle (The Divorcee)
- 1930: Das Geheimnis des Ingenieurs Nelson (Shadow of the Law)
- 1930: The Spoilers
- 1930: Just Imagine
- 1931: Wo die Wolga fließt... (Resurrection)
- 1931: Yvonne (Inspiration)
- 1931: Entehrt (Dishonored)
- 1931: Der Mut zum Glück (A Free Soul)
- 1931: Five and Ten
- 1931: The Common Law
- 1931: Eine amerikanische Tragödie (An American Tragedy)
- 1931: The Last Flight
- 1931: The Star Witness
- 1932: Der Mann, den sein Gewissen trieb (Broken Lullaby)
- 1932: Merrily We Go to Hell
- 1932: Air Mail
- 1932: Rasputin: Der Dämon Rußlands (Rasputin and the Empress)
- 1932: Insel der verlorenen Seelen (Island of Lost Souls)
- 1933: Employees’ Entrance
- 1933: Bier her! (What! No Beer?)
- 1933: Die 42. Straße (42nd Street)
- 1933: Heroes for Sale
- 1933: Nachtflug (Night Flight)
- 1933: Eine Frau vergisst nicht (Only Yesterday)
- 1933: Mast- und Schotbruch! (Son of a Sailor)
- 1934: Wonder Bar
- 1934: David Harum
- 1934: You’re Telling Me!
- 1934: Schrei der Gehetzten (Viva Villa!)
- 1934: Manhattan Melodrama
- 1934: Das Leben geht weiter (The World Moves On)
- 1934: Dickschädel (Here Comes the Navy)
- 1934: Lachende Augen (Bright Eyes)
- 1934: Abenteuer in Borneo (Pursued)
- 1935: Die Peitsche der Pampas (Under the Pampas Moon)
- 1935: Öl für die Lampen Chinas (Oil for the Lamps of China)
- 1935: Charlie Chan in Ägypten (Charlie Chan in Egypt)
- 1935: Das Schiff des Satans (Dante’s Inferno)
- 1935: Skandal in der Oper (A Night at the Opera)
- 1935: Dangerous
- 1936: Die Botschaft an Garcia (A Message to Garcia)
- 1936: Shirley Ahoi! (Captain January)
- 1936: Frauenehre (Private Number)
- 1936: Charlie Chan beim Pferderennen (Charlie Chan at the Race Track)
- 1936: Give Me Liberty (Kurzfilm)
- 1938: Leoparden küßt man nicht (Bringing Up Baby)
- 1938: The Affairs of Annabel
- 1938: Ernest le rebelle
- 1939: Sergeant Madden
- 1939: The Story of Vernon and Irene Castle
- 1939: Weg aus dem Nichts (Dust Be My Destiny)
- 1940: Abe Lincoln in Illinois
- 1940: Johnny Apollo
- 1940: Ein Bombenerfolg (An Angel from Texas)
- 1940: New Moon
- 1940: Knute Rockne, All American
- 1940: Little Men
- 1941: Sergeant York
- 1941: Keine Blumen für O’Hara (Bullets for O’Hara)
- 1942: Es waren einmal Flitterwochen (Once Upon a Honeymoon)
- 1943: Auch Henker sterben (Hangmen Also Die!)
- 1943: Dr. Gillespie’s Criminal Case
- 1943: Draculas Sohn (Son of Dracula)
- 1944: Weihnachtsurlaub (Christmas Holiday)
- 1944: Bluebeard
- 1947: Fremde Stadt (Magic Town)
- 1948: Fräulein Wildfang (Mickey)
- 1953–1955: Omnibus (Fernsehserie, 3 Folgen)